# Oxynoton francoisi
Oxynoton francoisi là một loài ruồi trong họ Asilidae. Oxynoton francoisi được Janssens miêu tả năm 1951. Loài này phân bố ở vùng nhiệt đới châu Phi.